# Kategoria e parë 2020/21
Die Kategoria e parë 2020/21 war die 73. Spielzeit der zweithöchsten albanischen Fußballliga und die 23. Saison unter diesem Namen. Sie begann nach einem zweimonatigen Boykott am 4. November 2020 und endete am 22. Mai 2021.

## Modus
17 Vereine spielten in zwei Gruppen zu 9 bzw. 8 Mannschaften. Die Saison wurde in einem zweistufigen Format durchgeführt. In der Vorrunde traf jede Mannschaft zweimal gegeneinander an; einmal zu Hause und einmal auswärts.
Nach Ablauf dieser Phase qualifizierten sich die jeweils vier besten Vereine für die Meisterschaftsrunde. Die beiden Tabellenersten stiegen in die Kategoria Superiore auf. Die beiden Zweitplatzierten spielten in zwei Runden um den Aufstieg. Die Vereine, die in der Vorrunde mit Platz 5 oder schlechter abschlossen spielten danach in der Abstiegsrunde. Der jeweils Achte und Neunte stieg direkt ab, der Siebte musste in die Relegation.

## Vereine
| Verein                 | Stadt     |
| ---------------------- | --------- |
| KS Besëlidhja Lezha    | Lezha     |
| KS Burreli             | Burrel    |
| KS Dinamo Tirana       | Tirana    |
| KF Erzeni Shijak       | Shijak    |
| KS Korabi Peshkopi     | Peshkopia |
| KF Oriku               | Orikum    |
| FK Partizani Tirana II | Tirana    |
| KS Veleçiku Koplik     | Koplik    |
| FK Vora                | Vora      |

| Verein                | Stadt      |
| --------------------- | ---------- |
| FK Tomori Berat       | Berat      |
| KS Besa Kavaja        | Kavaja     |
| KS Egnatia Rrogozhina | Rrogozhina |
| KF Elbasani           | Elbasan    |
| KS Lushnja            | Lushnja    |
| KS Flamurtari Vlora   | Vlora      |
| KS Pogradeci          | Pogradec   |
| KF Turbina Cërrik     | Cërrik     |

## Vorrunde

### Gruppe A
| Pl. | Verein                     | Sp. | S  | U | N  | Tore    | Diff. | Punkte |
| --- | -------------------------- | --- | -- | - | -- | ------- | ----- | ------ |
| 1.  | KS Burreli                 | 16  | 10 | 4 | 2  | 026:100 | +16   | 34     |
| 2.  | KS Korabi Peshkopi         | 16  | 10 | 3 | 3  | 017:800 | +9    | 33     |
| 3.  | KS Dinamo Tirana           | 16  | 10 | 2 | 4  | 023:900 | +14   | 32     |
| 4.  | FK Vora (N)                | 16  | 6  | 3 | 7  | 005:130 | −8    | 21     |
| 5.  | KS Besëlidhja Lezha        | 16  | 5  | 5 | 6  | 019:170 | +2    | 20     |
| 6.  | KF Erzeni Shijak           | 16  | 5  | 4 | 7  | 015:130 | +2    | 19     |
| 7.  | FK Partizani Tirana II (N) | 16  | 3  | 6 | 7  | 014:250 | −11   | 15     |
| 8.  | KF Oriku                   | 16  | 4  | 3 | 9  | 007:150 | −8    | 15     |
| 9.  | KS Veleçiku Koplik         | 16  | 2  | 4 | 10 | 010:260 | −16   | 10     |

Platzierungskriterien: 1. Punkte – 2. Direkter Vergleich (Punkte, Tordifferenz, geschossene Tore) – 3. Tordifferenz – 4. geschossene Tore

| (N) | Neuaufsteiger |

### Gruppe B
| Pl. | Verein                       | Sp. | S | U | N  | Tore    | Diff. | Punkte |
| --- | ---------------------------- | --- | - | - | -- | ------- | ----- | ------ |
| 1.  | KS Egnatia Rrogozhina        | 14  | 9 | 4 | 1  | 025:500 | +20   | 31     |
| 2.  | FK Tomori Berat (N)          | 14  | 9 | 2 | 3  | 023:110 | +12   | 29     |
| 3.  | KS Pogradeci                 | 14  | 9 | 1 | 4  | 024:140 | +10   | 28     |
| 4.  | KS Besa Kavaja               | 14  | 6 | 3 | 5  | 019:130 | +6    | 21     |
| 5.  | KS Lushnja                   | 14  | 5 | 4 | 5  | 016:200 | −4    | 19     |
| 6.  | FK Turbina Cërrik            | 14  | 4 | 6 | 4  | 014:160 | −2    | 18     |
| 7.  | KS Flamurtari Vlora (A)      | 14  | 3 | 1 | 10 | 007:200 | −13   | 10     |
| 8.  | KF Elbasani                  | 14  | 0 | 1 | 13 | 005:340 | −29   | 01     |
| 9.  | KS Luftëtari Gjirokastra (A) | 0   | 0 | 0 | 0  | 000:000 | ±0    | 0      |

Platzierungskriterien: 1. Punkte – 2. Direkter Vergleich (Punkte, Tordifferenz, geschossene Tore) – 3. Tordifferenz – 4. geschossene Tore

| (A) | Absteiger aus der Kategoria Superiore 2019/20 |
| (N) | Neuaufsteiger                                 |

## Meisterschaftsrunde

### Gruppe A
| Pl. | Verein             | Sp. | S  | U | N  | Tore    | Diff. | Punkte |
| --- | ------------------ | --- | -- | - | -- | ------- | ----- | ------ |
| 1.  | KS Dinamo Tirana   | 22  | 15 | 2 | 5  | 032:130 | +19   | 47     |
| 2.  | KS Burreli         | 22  | 13 | 5 | 4  | 035:150 | +20   | 44     |
| 3.  | KS Korabi Peshkopi | 22  | 13 | 4 | 5  | 028:140 | +14   | 43     |
| 4.  | FK Vora (N)        | 22  | 6  | 3 | 13 | 014:360 | −22   | 21     |

Platzierungskriterien: 1. Punkte – 2. Direkter Vergleich (Punkte, Tordifferenz, geschossene Tore) – 3. Tordifferenz – 4. geschossene Tore

| (N) | Neuaufsteiger |

### Gruppe B
| Pl. | Verein                | Sp. | S  | U | N  | Tore    | Diff. | Punkte |
| --- | --------------------- | --- | -- | - | -- | ------- | ----- | ------ |
| 1.  | KS Egnatia Rrogozhina | 20  | 14 | 4 | 2  | 036:100 | +26   | 46     |
| 2.  | FK Tomori Berat (N)   | 20  | 12 | 4 | 4  | 036:200 | +16   | 40     |
| 3.  | KS Pogradeci          | 20  | 10 | 3 | 7  | 032:260 | +6    | 33     |
| 4.  | KS Besa Kavaja        | 20  | 7  | 3 | 10 | 026:260 | ±0    | 24     |

Platzierungskriterien: 1. Punkte – 2. Direkter Vergleich (Punkte, Tordifferenz, geschossene Tore) – 3. Tordifferenz – 4. geschossene Tore

| (N) | Neuaufsteiger |

## Abstiegsrunde

### Gruppe A
| Pl. | Verein                       | Sp. | S  | U | N  | Tore    | Diff. | Punkte |
| --- | ---------------------------- | --- | -- | - | -- | ------- | ----- | ------ |
| 5.  | KS Besëlidhja Lezha          | 24  | 10 | 6 | 8  | 032:260 | +6    | 36     |
| 6.  | KF Erzeni Shijak             | 24  | 9  | 7 | 8  | 029:220 | +7    | 34     |
| 7.  | KF Oriku                     | 24  | 9  | 4 | 11 | 018:210 | −3    | 31     |
| 8.  | FK Partizani Tirana II (N) 1 | 24  | 6  | 6 | 12 | 026:380 | −12   | 24     |
| 9.  | KS Veleçiku Koplik           | 24  | 2  | 5 | 17 | 017:460 | −29   | 11     |

Platzierungskriterien: 1. Punkte – 2. Direkter Vergleich (Punkte, Tordifferenz, geschossene Tore) – 3. Tordifferenz – 4. geschossene Tore

| (N) | Neuaufsteiger |

### Gruppe B
| Pl. | Verein                  | Sp. | S | U | N  | Tore    | Diff. | Punkte |
| --- | ----------------------- | --- | - | - | -- | ------- | ----- | ------ |
| 5.  | KS Lushnja              | 20  | 7 | 7 | 6  | 021:250 | −4    | 28     |
| 6.  | FK Turbina Cërrik       | 20  | 6 | 7 | 7  | 023:240 | −1    | 25     |
| 7.  | KS Flamurtari Vlora (A) | 20  | 5 | 2 | 13 | 014:300 | −16   | 17     |
| 8.  | KF Elbasani             | 20  | 3 | 2 | 15 | 013:400 | −27   | 11     |

Platzierungskriterien: 1. Punkte – 2. Direkter Vergleich (Punkte, Tordifferenz, geschossene Tore) – 3. Tordifferenz – 4. geschossene Tore

| (A) | Absteiger aus der Kategoria Superiore 2019/20 |

## Endspiel Meisterschaft
| Datum        |                  | Ergebnis |                       |
| ------------ | ---------------- | -------- | --------------------- |
| 22. Mai 2021 | KS Dinamo Tirana | 0:1      | KS Egnatia Rrogozhina |

## Relegation
Aufstieg
Zunächst trafen die beiden Gruppenzweiten aufeinander. Der Sieger spielte danach gegen den Achten der Kategoria Superiore um den Aufstieg.
| Datum        |                    | Ergebnis |                 |
| ------------ | ------------------ | -------- | --------------- |
| 26. Mai 2021 | KS Burreli         | 1:2      | FK Tomori Berat |
| 2. Juni 2021 | KS Kastrioti Kruja | 2:1      | FK Tomori Berat |

Alle Vereine blieben in ihren jeweiligen Ligen.
Abstieg
Die beiden Achtplatzierten spielten gegen die Relegationssieger der Kategoria e dytë.
| Datum        |                     | Ergebnis              |                     |
| ------------ | ------------------- | --------------------- | ------------------- |
| 5. Juni 2021 | KF Oriku            | 0:1                   | KS Butrinti Sarandë |
| 6. Juni 2021 | KS Flamurtari Vlora | 0:0 n. V. (4:5 n. E.) | FK Terbuni Puka     |

Butrinti Sarandë und Terbuni Puka stiegen in die Kategoria e parë auf, während Oriku und Flamurtari Vlora in die Kategoria e dytë abstiegen.